# American Beauty (album)
American Beauty je páté studiové album skupiny Grateful Dead, Album vyšlo 1. listopadu 1970 u Warner Bros. Records. V roce 2003 ho časopis Rolling Stone umístil na 258. pozici ve svém žebříčku 500 nejlepších alb všech dob.

## Seznam skladeb
| Pořadí         | Název                  | Autor                      | Délka |
| -------------- | ---------------------- | -------------------------- | ----- |
| 1.             | Box of Rain            | Hunter, Lesh               | 5:18  |
| 2.             | Friend of the Devil    | Garcia, Dawson, Hunter     | 3:24  |
| 3.             | Sugar Magnolia         | Weir, Hunter               | 3:19  |
| 4.             | Operator               | McKernan                   | 2:25  |
| 5.             | Candyman               | Garcia, Hunter             | 6:14  |
| 6.             | Ripple                 | Garcia, Hunter             | 4:09  |
| 7.             | Brokedown Palace       | Garcia, Hunter             | 4:09  |
| 8.             | Till the Morning Comes | Garcia, Hunter             | 3:08  |
| 9.             | Attics of My Life      | Garcia, Hunter             | 5:12  |
| 10.            | Truckin'               | Garcia, Lesh, Weir, Hunter | 5:03  |
| Celková délka: | Celková délka:         | Celková délka:             | 42:21 |

## Sestava
- Jerry Garcia – kytara, pedálová steel kytara, piáno, zpěv
- Bob Weir – kytara, zpěv
- Mickey Hart – perkuse
- Phil Lesh – baskytara, akustická kytara, piáno, zpěv
- Bill Kreutzmann – bicí
- Ron „Pigpen“ McKernan – harmonika, zpěv